# Nati nel 1398
| Questa pagina contiene informazioni ricavate automaticamente dalle voci biografiche con l'ausilio del template Bio e di un bot. L'aggiornamento è periodico e automatico e ricostruisce completamente la pagina. Se manca una persona in questa lista, sei pregato di non aggiungerla, ma accertati piuttosto che la sua voce biografica contenga il template Bio e che i dati anagrafici siano correttamente compilati. Se il template Bio manca, inseriscilo tu stesso o, in alternativa, metti l'avviso {{tmp\|Bio}} che ne segnala la mancanza. Se i dati riportati sono sbagliati, correggi direttamente la voce biografica; le modifiche saranno visibili in questa lista entro pochi giorni. Per chiarimenti vedi il progetto biografie. La lista contiene solo le 20 persone che sono citate nell'enciclopedia e per le quali è stato implementato correttamente il template Bio. Pagina aggiornata al 13 gen 2025. |

- 25 febbraio - Xuande, imperatore cinese († 1435)
- 7 marzo - Ormanno degli Albizi, politico e militare italiano
- 29 giugno - Giovanni II d'Aragona, sovrano († 1479)
- 25 luglio - Francesco Filelfo, umanista e scrittore italiano († 1481)
- 19 agosto - Íñigo López de Mendoza, poeta e militare spagnolo († 1458)
- 31 agosto - Giovanni di Valois, principe francese († 1417)
- 17 novembre - Pietro di Sicilia, principe († 1400)
- Amico Agnifili, cardinale e vescovo cattolico italiano († 1476)
- Bernardo Carnesecchi, politico, mercante e mecenate italiano († 1452)
- Giuliano Cesarini, cardinale italiano († 1444)
- Edvige di Holstein, nobile tedesca († 1436)
- Jacob Fugger il Vecchio, mercante tedesco († 1469)
- Lanfranco da Oriano, giurista italiano († 1488)
- Galeotto II Malatesta, condottiero italiano († 1414)
- Barnaba da Terni, presbitero e religioso italiano († 1477)
- Carlo Marsuppini, umanista e scrittore italiano († 1453)
- Alfonso Martínez de Toledo, scrittore e presbitero spagnolo († 1470)
- Montezuma I, imperatore azteco († 1469)
- Aimone Taparelli, presbitero italiano († 1495)
- Guglielmo di Flavy, condottiero francese († 1449)